# Америчка лига Запад
Америчка лига Запад (енгл. The American League West) је једна од три дивизије Америчке лиге у оквиру МЛБ-а. Настала је 1969. године када је повећан број клубова који наступају, од 1994. до 2012. имала је четири тима. Пре тога, играло је и по седам тимова.
Од сезоне 2013. у овој дивизији играју и Хјустон Астроси.

## Клубови
У Дивизији Запад наступа пет клубова:
Оукланд атлетикси имају 14 победничких наслова дивизије АЛ Запад, а следе их Лос Анђелес ејнџелс оф Анахајм са седам победа.